# Трабазелеге
Трабазелеге (итал. Trebaseleghe) је насеље у Италији у округу Падова, региону Венето.
Према процени из 2011. у насељу је живело 7901 становника. Насеље се налази на надморској висини од 20 м.

## Становништво
Према резултатима пописа становништва 2011. у општини је живело 12.579 становника.
| 1931. | 1936. | 1951. | 1961. | 1971. | 1981. | 1991. | 2001.  | 2011.  |
| ----- | ----- | ----- | ----- | ----- | ----- | ----- | ------ | ------ |
| 8.327 | 8.411 | 8.144 | 7.106 | 7.750 | 8.767 | 9.454 | 10.998 | 12.579 |